# Teemu Hartikainen
Teemu Hartikainen (* 3. Mai 1990 in Kuopio) ist ein finnischer Eishockeyspieler, der seit Juli 2025 erneut bei Kalevan Pallo aus der finnischen Liiga unter Vertrag steht und dort auf der Position des linken Flügelstürmers spielt. Zuvor war Hartikainen unter anderem neun Spielzeiten für Salawat Julajew Ufa in der Kontinentalen Hockey-Liga (KHL) sowie die Edmonton Oilers in der National Hockey League (NHL) aktiv.

## Karriere

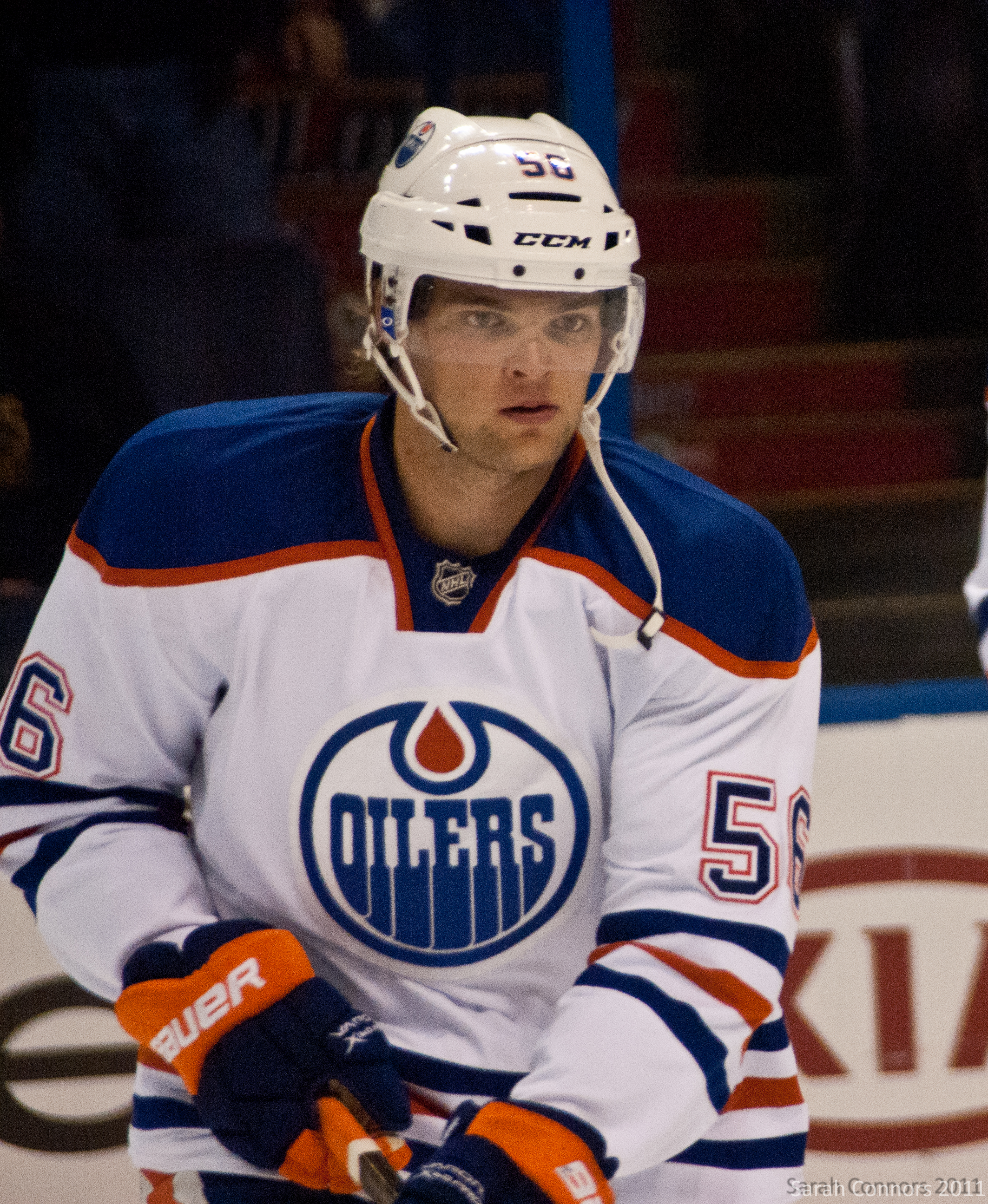
Hartikainen im Trikot der Edmonton Oilers (2012)

Hartikainen begann seine Karriere als Eishockeyspieler in seiner Heimatstadt in der Nachwuchsabteilung von Kalevan Pallo, für dessen Profimannschaft er in der Saison 2007/08 sein Debüt in der SM-liiga, der höchsten finnischen Spielklasse, gab. Bei seinem einzigen Einsatz blieb er dabei punkt- und straflos. Den Großteil der Spielzeit verbrachte er bei den U20-Junioren von KalPa, kam jedoch auch weiterhin für die U18 zum Einsatz. Im NHL Entry Draft 2008 wurde er in der sechsten Runde als insgesamt 163. Spieler von den Edmonton Oilers aus der National Hockey League (NHL) ausgewählt. Zunächst blieb der Flügelspieler jedoch bei seinem Heimatverein KalPa Kuopio, mit dem er in der Saison 2008/09 den dritten Platz in der SM-liiga belegte. In diesem Jahr gelang ihm sein Durchbruch im Profibereich und er erzielte in insgesamt 63 Spielen 20 Tore und gab sechs Vorlagen, womit er der beste Torschütze aller SM-liiga-Rookies war. Zudem wurde er mit der Trophäe Jarmo Wasaman muistopalkinto als Rookie des Jahres der SM-liiga ausgezeichnet. In der Saison 2009/10 konnte sich der Linksschütze auf 40 Scorerpunkte, davon 21 Tore, in 66 Spielen steigern. Von 2008 bis 2010 stand er zudem parallel zum Spielbetrieb mit KalPa in vier Spielen für die finnische U20-Nationalmannschaft in der zweiten finnischen Spielklasse, der Mestis, auf dem Eis.
Zur Saison 2010/11 wurde Hartikainen von seinem Draftteam Edmonton Oilers nach Nordamerika beordert, wo er zunächst ausschließlich für Edmontons Farmteam Oklahoma City Barons in der American Hockey League (AHL) antrat. Für die Barons erzielte er in 66 Spielen 42 Scorerpunkte, davon 17 Tore. Anschließend erhielt der Finne die Möglichkeit, sich im Team der Oilers zu beweisen und kam am 17. März 2011 im Heimspiel gegen die Phoenix Coyotes zu seinem Debüt in der National Hockey League, in der er bis zum Saisonende für Edmonton regelmäßig auflief. In den folgenden zwei Spielzeiten spielte er weiter meist in der AHL für die Barons, kam aber auch auf weitere 40 NHL-Partien für die Oilers.
Nachdem sein Einstiegsvertrag im Sommer 2013 ausgelaufen war, wechselte Hartikainen in die Kontinentale Hockey-Liga (KHL) zu Salawat Julajew Ufa und unterschrieb zunächst einen Vertrag über zwei Jahre Laufzeit. Schließlich war der Finne fast neun Jahre für den russischen Klub aktiv und gehörte damit zu den prägenden Spielern des Vereins. Infolge des russischen Überfalls auf die Ukraine verließ Hartikainen den Klub mit fünf weiteren Spielern Anfang März 2022 umgehend. Im August 2022 schloss sich der Finne dem Schweizer Nationalligisten Genève-Servette HC an. Mit dem Team gewann er im Jahr 2023 die Schweizer Meisterschaft sowie ein Jahr später die Champions Hockey League. Im Sommer 2025 kehrte Hartikainen nach drei Jahren beim GSHC zu seinem Ausbildungsverein Kalevan Pallo nach Finnland zurück.

### International
Für Finnland nahm Hartikainen im Juniorenbereich an der U18-Junioren-Weltmeisterschaft 2008 sowie den U20-Junioren-Weltmeisterschaften 2009 und 2010 teil. Im Seniorenbereich stand er erstmals im Jahr 2010 im Aufgebot seines Landes bei der Euro Hockey Tour. Anschließend absolvierte der Stürmer die Weltmeisterschaft 2015 und die Olympischen Winterspiele 2018 im südkoreanischen Pyeongchang. Bei den Olympischen Winterspielen 2022 in Peking gewann er mit der finnischen Auswahl die erste Goldmedaille ihrer Geschichte.

## Erfolge und Auszeichnungen
| - 2008 Finnischer U20-Meister mit Kalevan Pallo - 2009 Jarmo Wasaman muistopalkinto - 2011 AHL-Rookie des Monats Januar - 2019 Topscorer der KHL-Playoffs | - 2019 KHL First All-Star Team - 2023 Schweizer Meister mit dem Genève-Servette HC - 2024 Champions-Hockey-League-Gewinn mit dem Genève-Servette HC |

### International
- 2022 Goldmedaille bei den Olympischen Winterspielen
- 2022 Goldmedaille bei der Weltmeisterschaft

## Karrierestatistik
Stand: Ende der Saison 2024/25

### International
Vertrat Finnland bei:
| - U18-Junioren-Weltmeisterschaft 2008 - U20-Junioren-Weltmeisterschaft 2009 - U20-Junioren-Weltmeisterschaft 2010 - Weltmeisterschaft 2015 | - Olympischen Winterspielen 2018 - Olympischen Winterspielen 2022 - Weltmeisterschaft 2022 - Weltmeisterschaft 2023 |

(Legende zur Spielerstatistik: Sp oder GP = absolvierte Spiele; T oder G = erzielte Tore; V oder A = erzielte Assists; Pkt oder Pts = erzielte Scorerpunkte; SM oder PIM = erhaltene Strafminuten; +/− = Plus/Minus-Bilanz; PP = erzielte Überzahltore; SH = erzielte Unterzahltore; GW = erzielte Siegtore; 1 Play-downs/Relegation; Kursiv: Statistik nicht vollständig)